# Мирово (Грчка)
Мирово (грч. Ελληνικό, Елинико) је насељено место у општини Кукуш у периферији Средишња Македонија, Грчка. Према попису из 2021. године било је 95 становника.
Према бугарском географу и историчару, Василу Канчову, у Мирову је 1900. године живело 290 Турака и 60 Словена хришћана. Године 1924. турско становништво је принудно исељено у Турску (словенско становништво је исељено раније), а на њихово место су насељене грчке избегличке породице. На попису из 1928. године Мирово је имало 244 становника.